# Ingré

Ingré este o comună în departamentul Loiret din centrul Franței. În 1 ianuarie 2022 avea o populație de 9.838 de locuitori.